# GröFaZ
GröFaZ es un acrónimo formado a partir de la expresión alemana Größter Feldherr aller Zeiten («comandante más grande de todos los tiempos»). Se usó para referirse a Adolf Hitler en tiempos de la Alemania nazi.
La expresión original fue acuñada por el Generalfeldmarschall Wilhelm Keitel, tras la conquista de Francia y el Benelux por parte de la Alemania nazi:

Mi Führer, es usted el comandante más grande de todos los tiempos.
Wilhelm Keitel

La abreviatura caricaturesca «GröFaZ» no pertenece a Keitel, sino que se empleaba como mofa de Hitler y sus seguidores. La abreviatura fue utilizada por generales y otros subordinados de Hitler mucho antes del final de la guerra en clave de humor negro e ironía. A menudo se piensa erróneamente que la palabra proviene de la frase «Größter Führer aller Zeiten» («Führer más grande de todos los tiempos»). El término juega con el argot berlinés Fatzke, "vanidoso".